# Romain Iltis
 (février 2013).
Romain Iltis est un sommelier alsacien, né le 19 décembre 1981 à Colmar. En 2012, il obtient le titre de Meilleur sommelier de France
Il complète en 2015 son  palmarès avec le concours "un des meilleurs ouvriers de France" catégorie sommellerie.

## Biographie
Romain se destine initialement au métier de cuisinier. C'est ainsi qu'il obtient un bac technologique et un BTS art de la table au lycée hôtelier J. Storck à Guebwiller. Il poursuit ses études avec une mention complémentaire sommellerie au lycée A. Dumas à Illkirch-Graffenstaden où il rencontre son « modèle », Antoine Woerlé.
En 2002, il est finaliste du trophée Chapoutier du meilleur élève sommelier ce qui constituera un déclic.
Jusqu'en 2003, il officiera comme cuisinier chez Alain Ducasse à Paris avant de retourner en sommellerie.
En 2004 et 2005, il effectuera des saisons dans les Alpes, notamment au Chabichou à Courchevel avec Michel Rochedy.
En 2005 il retourne en Alsace à Munster à l'hôtel Verte Vallée, recruté par Yvon Gautier en qualité de Sommelier puis Chef sommelier.
En 2012, il rejoint le restaurant L'Arnsbourg à Baerenthal, 3 macarons Michelin, en qualité de chef sommelier.
En 2015, il se lance dans l'ouverture d'un nouveau restaurant "la villa René Lalique" en partenariat avec la cristallerie Lalique et devient par la suite directeur des vins du groupe.
Depuis octobre 2023, il succède à Serge Dubs à la présidence de l'Association des Sommeliers d'Alsace, antenne régionale de l'Union de la Sommellerie Française.

### Palmarès
- 2007 – Finaliste du dernier concours Ruinart du meilleur jeune sommelier de France
- 2008 – Lauréat du concours Master of Port, concours national sur le thème des vins de Porto
- 2010 – Lauréat sommelier du 1er trophée Paul Haeberlin
- 2010 – Finaliste du meilleur sommelier de France
- 2012 – Meilleur sommelier de France
- 2015 - Un des meilleurs ouvriers de France catégorie sommellerie
- 2021 - Certified Saké Association (ASS)